# Нетани Талеи
Нетани Талеи (енгл. Netani Talei; 19. март 1983) професионални је рагбиста и репрезентативац Фиџија који тренутно игра за премијерлигаша Харлеквинс.

## Биографија
Висок 188 cm, тежак 112 кг, Талеи је пре Квинса играо за Донкастер Најтс, Вустер Вориорс, Единбург рагби и Њупорт Гвент Дрегонс. За репрезентацију Фиџија је до сада одиграо 33 тест мечева и постигао 4 есеја.